# Hertonäs
Hertonäs [härtå-] (finska: Herttoniemi) är en stadsdel och ett distrikt med metrostation i Helsingfors stad.
Stadsdelar inom distriktet är Hertonäs och Tammelund. Delområden inom stadsdelen är Västra Hertonäs, Kasberget, Hertonäs företagsområde och Hertonäs strand.

## Historik
Bosättningen i Hertonäs är mycket gammal; nära Hertonäs metrostation finns det en av de bäst bevarade gravarna från bronsåldern i Helsingfors. Byn Hertonäs hörde till de äldsta i Helsinge socken (nuvarande Vanda stad), dit Hertonäs hörde fram till 1946. År 1548 nämns Hertonäs som Hertones, senare som Hertugnes och Hertognes. 
Historiker antar att namnet kommer av Laurens Hertoghe, som verkade som nämndeman i Borgå kring år 1405. Man antar att han åtnjutit skattefrihet och gett sitt namn åt sina ägor. 
Hertonäs by bestod på 1500-talet av fyra frälsesäterier, vilka på 1700-talet förenades med Båtsvik säteri till en gård om ca 800 ha. Hertonäs gård är den äldsta i östra Helsingfors och hörde till släkten Jägerhorn från 1500-talet. 
Greve Augustin Ehrensvärd köpte Hertonäs gård år 1752, kort efter att han inlett byggnadsarbetena på Sveaborg. Han anlade ett tegelbruk på Tammelund där man tillverkade tegel för befästningsarbetena. Tio år senare grundades också ett keramisk industri på Hertonäs, Hertonäs Fajansfabrik. Gårdens marker sträckte sig ända till Botby, Malm och Vik. Efter att ha varit i Johan Sederholms ägo kom gården att tillhöra den siste kommendanten på Sveaborg, Carl Olof Cronstedt. Cronstedts ättlingar sålde 1859 gården till landskamreren i Uleåborgs län, Carl Gustaf Bergbom, vars ättlingar i sin tur avyttrade merparten av gårdens marker 1916. Efter att den sista godsägaren John Bergbom dödats vid frukostbordet av rödgardister hösten 1917 donerade arvingarna gårdscentrum med bl.a. huvudbyggnad och park till föreningen Svenska Odlingens Vänner i Helsinge, som sedan år 1925 här upprätthåller ett herrgårdsmuseum och Knusbacka allmogemuseum.

### 1900-talet
Hertonäs inkorporerades med Helsingfors år 1946 och man började genast planera en ny förort. Hertonäs kom att bli den första och den största av dessa nya förorter från 1950-talet. Redan på 1930-talet verkade Hertonäs hamn (finska Herttoniemen satama) och Hertonäs godsstation med järnvägsförbindelse till Malm. Hamnen lades ner i början av 1990-talet för att ersättas av det nya bostadsområdet Hertonäs strand.
Hertonäs metrostation öppnade år 1982, samtidigt med den andra metrostationen i Hertonäs, Igelkottsvägen. Österleden går genom Hertonäs.

## Bildgalleri

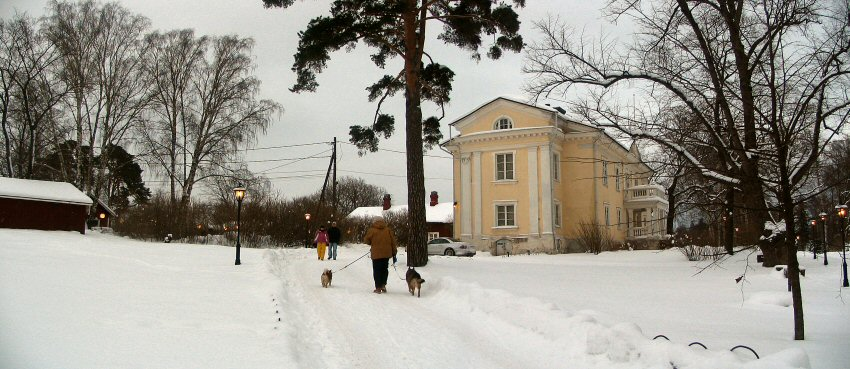
Hertonäs gård
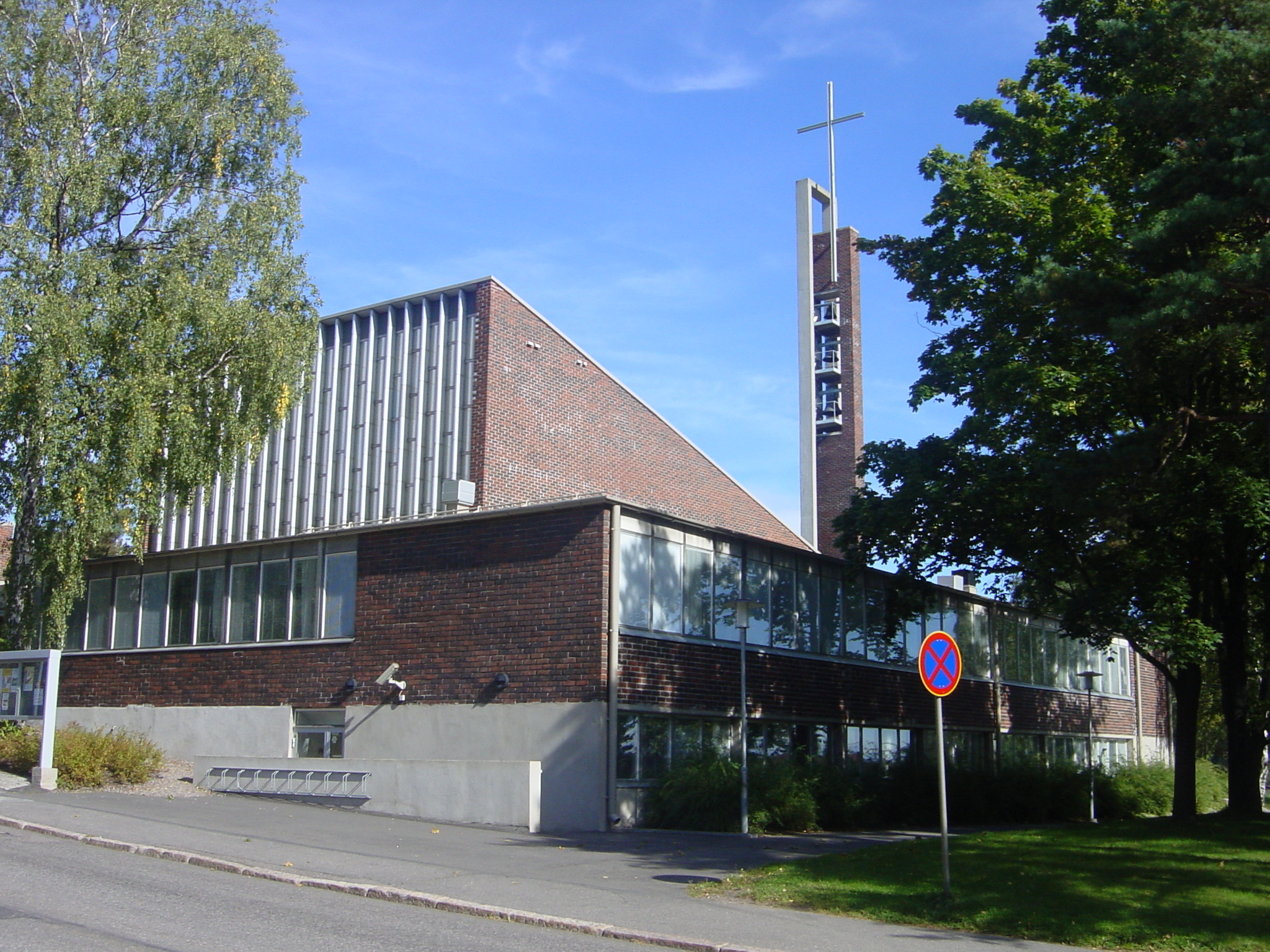
Hertonäs kyrka
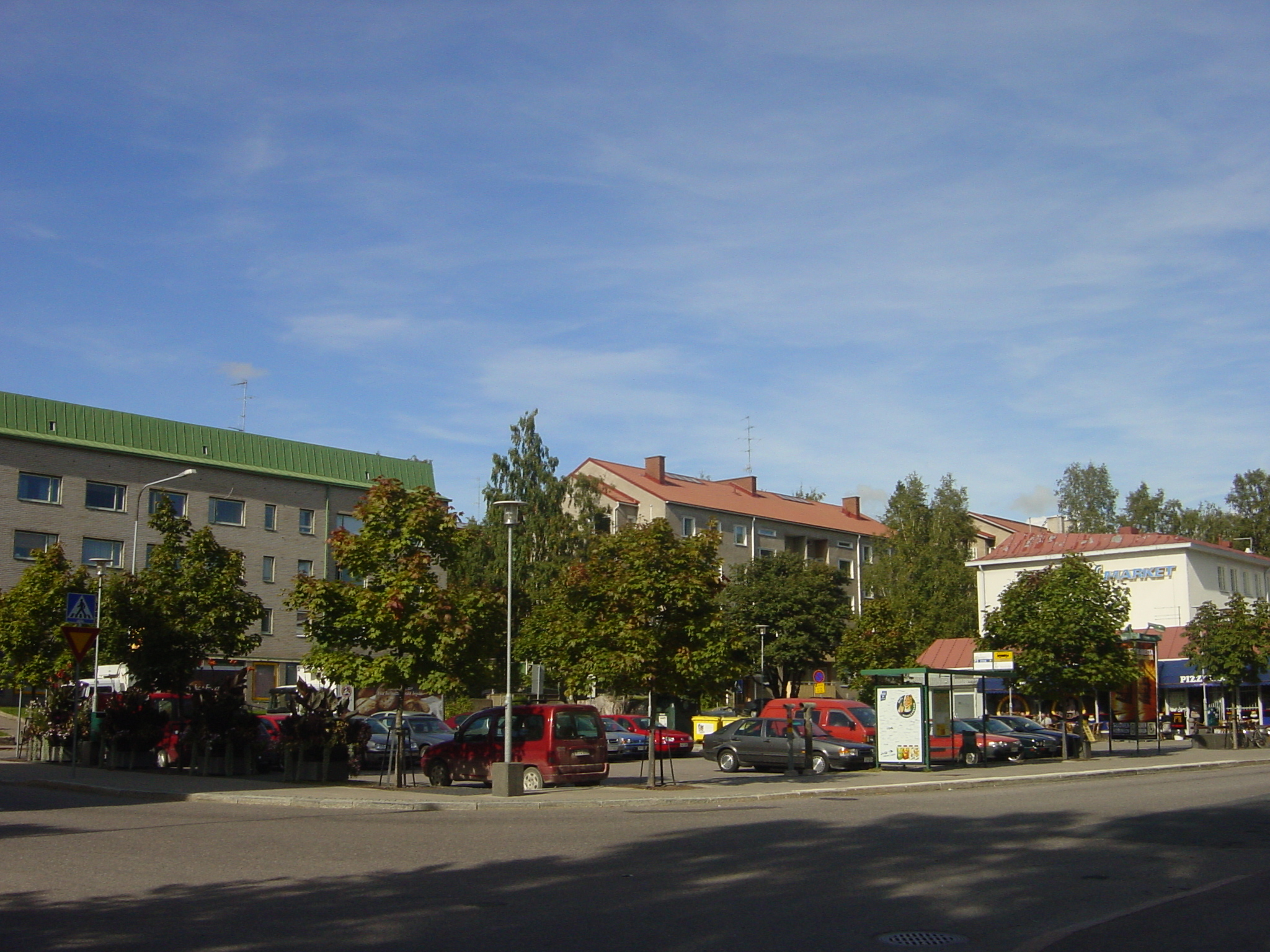
1950-talets Hertonäs
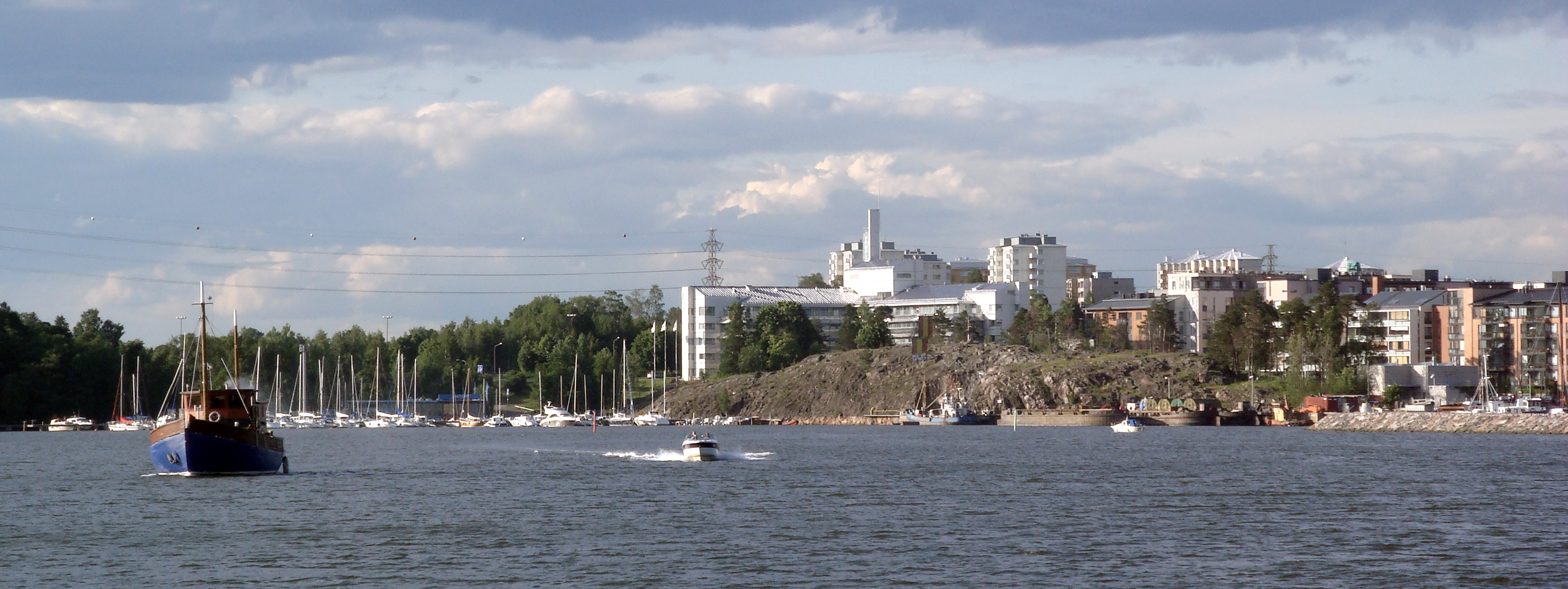
Hertonäs strand
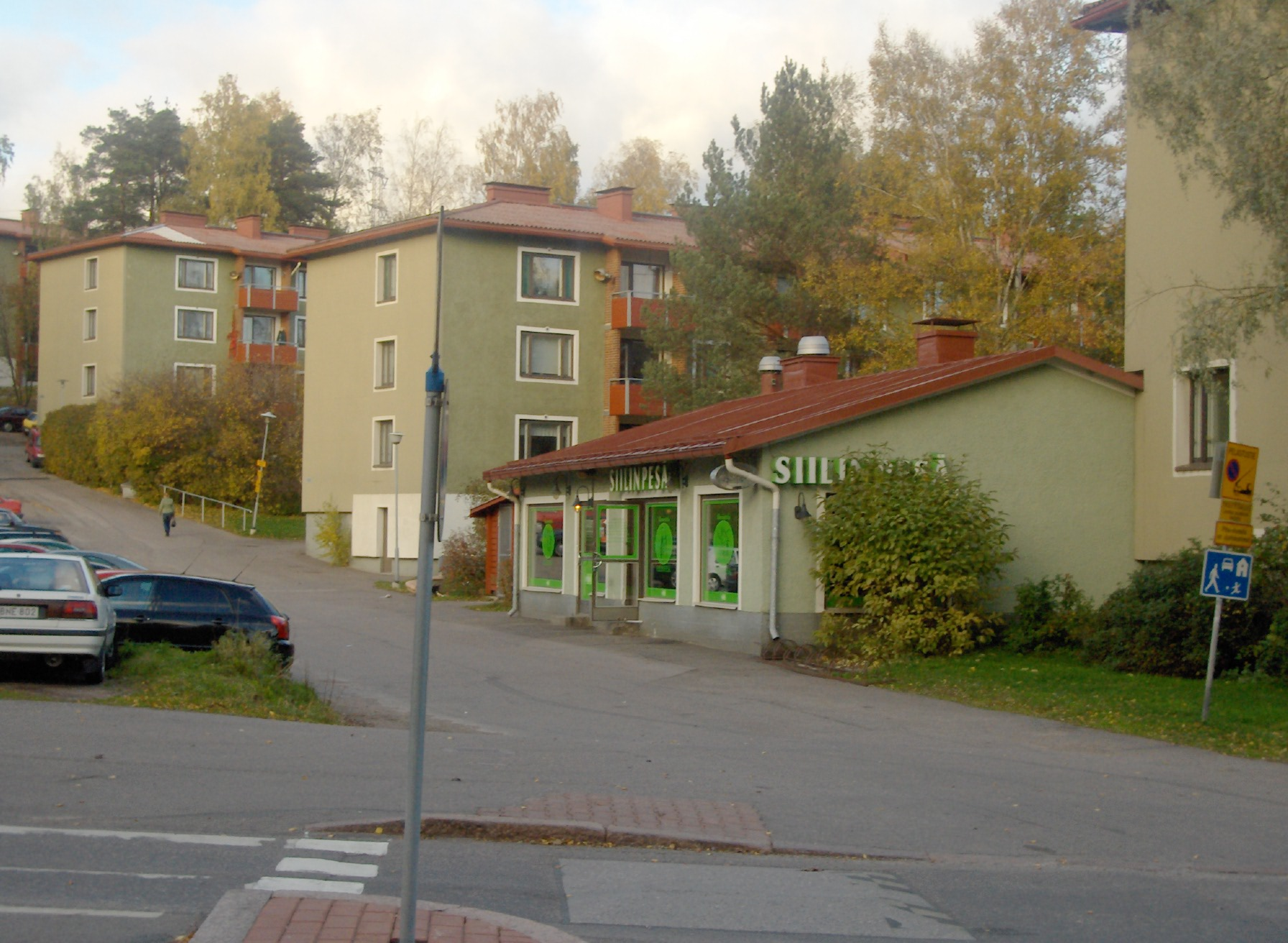
Vid Igelkottsvägen i Hertonäs